# Borne d'arcade
Pour les articles homonymes, voir Arcade.

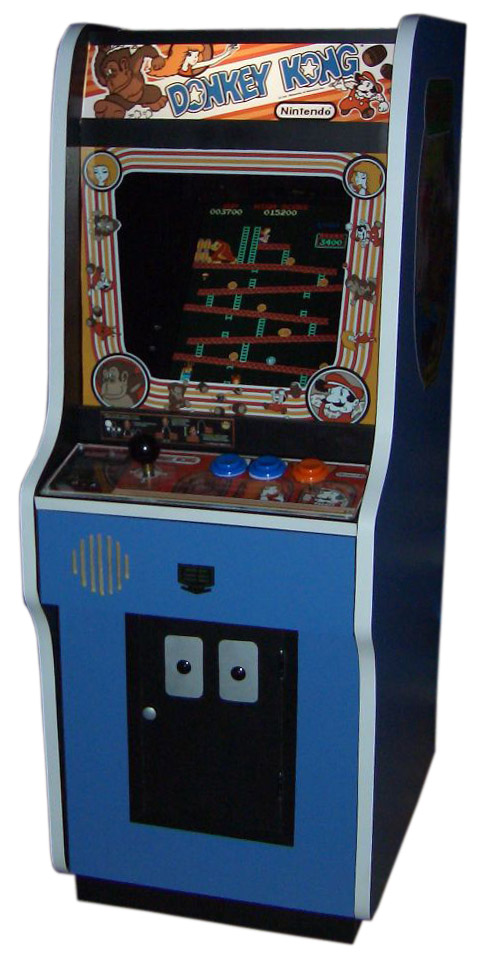
Borne d'arcade proposant le jeu Donkey Kong.

Une borne d'arcade est un jeu vidéo payant dit « jeu vidéo d'arcade ». On les trouve habituellement dans des lieux ouverts au public comme les bars, les centres commerciaux, certains établissements de divertissement (bowlings, patinoires, cinémas multiplexe, etc.) ainsi que les salles d'arcade. L'origine du nom provient des lieux où ces bornes étaient souvent installées, sous les arcades afin de rentabiliser l'espace. Par extension dans le monde anglophone, une arcade désigne le lieu public en entier, qu'il comporte ou non des arcades. En français, on utilise le terme « salle d'arcade ».

## Types de meubles

### Borne générique
La borne d'arcade générique est un meuble, en bois peint ou mélaminé en Europe et aux États-Unis, et en métal ou en plastique en Asie, destinée à jouer assis ou debout et mesurant entre un mètre cinquante centimètres et deux mètres. Elle est composée d’un écran avec un châssis, d’un panneau de contrôle avec des joysticks et des boutons, d’une alimentation électrique et d’un monnayeur, le tout relié au système informatique. Les jeux se branchent sur un connecteur située à l’intérieur de la borne, où sont intégrés à la mémoire interne. Ce connecteur utilise, le plus souvent la norme JAMMA (Japan Amusement Machinery Manufacturer's Association).

#### Vertical
Le meuble vertical était, dans les années 1980 et 1990, le plus classique en Europe et plus particulièrement en France. Les principaux constructeurs français de ces bornes étaient Jeutel, René Pierre et Karateco.
Le ou les joueurs se tiennent debout devant le meuble, qui est souvent adossé contre un mur. Une version réduite du modèle vertical est parfois disponible. Il utilise également un écran réduit. Il permet de réduire l'encombrement de la borne d'arcade et est plus facile d'utilisation pour les enfants que les modèles de taille classique.

#### Assis
Pour un meilleur confort, certaines bornes d'arcade proposent de jouer en étant assis, comme la Sega Astro City ou la Taito Egret II. On peut également trouver certaines bornes intégrant directement un banc, à l'instar de la Megalo chez Sega ou l'Euro40 chez GEVIN.

#### Table
Pour faciliter l'intégration des jeux dans les cafés, certains constructeurs ont fabriqué des bornes d'arcade sous forme de tables dites « cocktails ». La surface de l'écran est alors horizontale, sous le plateau en verre de la table. Les jeux sont souvent conçus pour que deux joueurs participent à tour de rôle. L'image s'inverse alors pour que les joueurs puissent s'installer face à face, chacun d'un côté de la table.
En France, Jeutel et René Pierre furent également des fabricants connus de bornes cocktails à destinations des bars et cafés.

#### Borne de table
Borne miniature, en anglais tabletop : c'est une mini-borne d'arcade à poser sur une table ou un comptoir.

#### Candy Cab

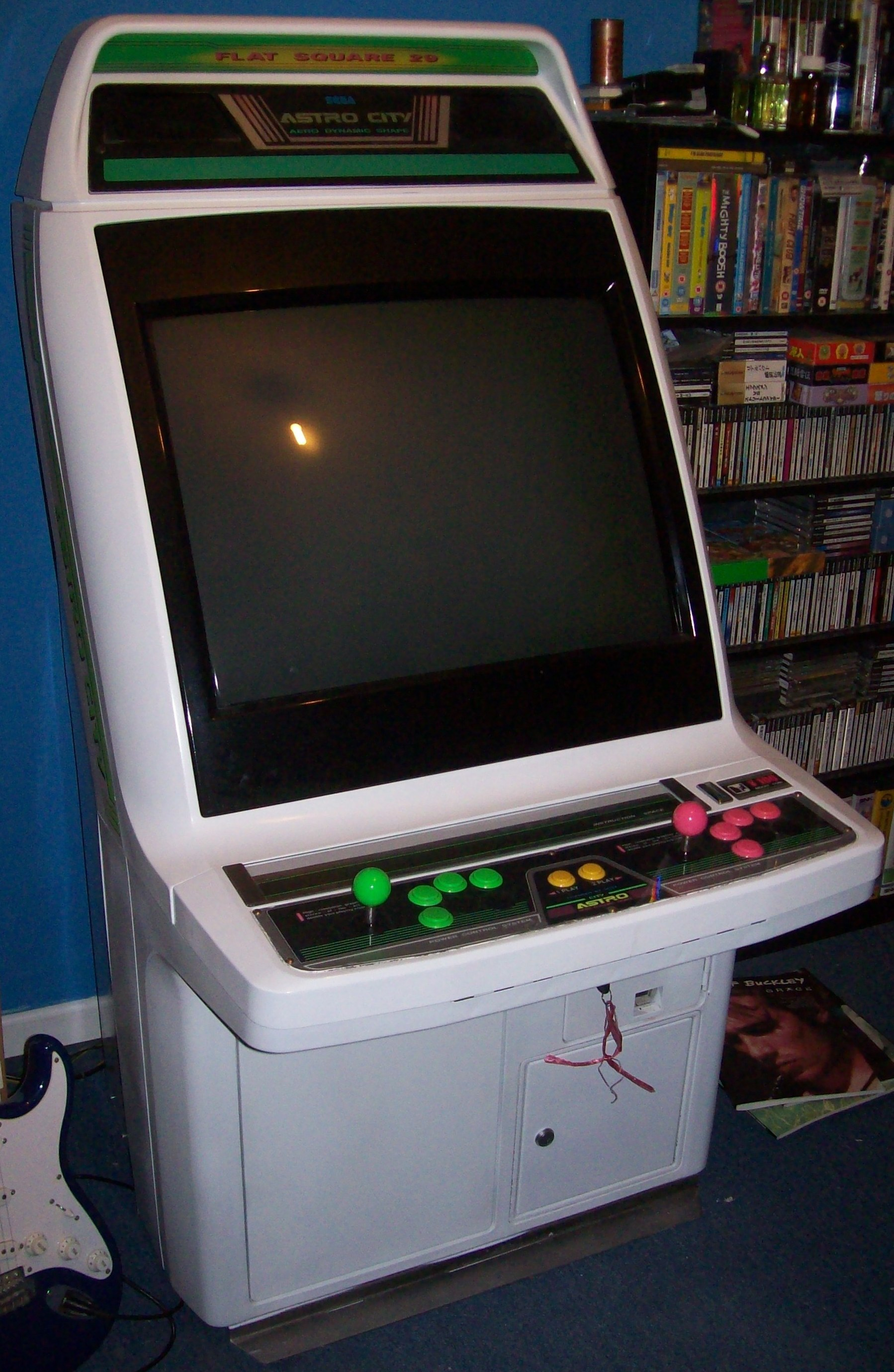
Une Candy Cab Sega Astro City

Le terme occidental Candy Cab désigne les bornes génériques assises typiquement Japonaises. Elles sont faites de plastique et de métal, relativement légères, compactes et souvent munies de roulettes pour les rendre aisément transportables. Les modèles les plus répandus sont la Sega Astro City et la Taito Vewlix pour les bornes nouvelle génération.
Elles intègrent en général des pièces de grande qualité : Pour les plus anciennes un très grand écran CRT de 29 pouces en général, pour les bornes HD comme les Taito Vewlix on retrouve souvent des écrans LCD de 32 pouces. Un système intégré permet de changer l'orientation de l'écran, même si cela était difficile à faire seul sur les bornes à écran cathodique. Les joysticks et les boutons sont de marque Sanwa Denshi ou Seimitsu, les leaders du marché.
Très réactives, ces machines sont particulièrement adaptées au jeu à haut niveau. Elles offrent un confort de jeu supérieur aux bornes occidentales mais sont généralement bien plus chères que celles-ci, d'autant plus qu'elles sont rares en dehors de l'Asie.
Ces bornes sont réputées pour mieux vieillir que les bornes occidentales et leur design est également plus sobre en restant agréable. De ce fait, elles sont également très appréciés des joueurs vivant en appartement ou désirant une borne d'arcade discrète pouvant rester dans le salon en le décorant sans être tape à l’œil.
Il s'agit des bornes les plus répandues dans les game centers Japonais.

### Borne dédiée
Par souci de réalisme, certains jeux de simulation prennent une forme la plus réaliste possible : cockpit d'avion, châssis de moto, voiture, tapis de danse, etc. Il est rare de pouvoir changer de jeu sur ce type de borne.

### Borne arcade moderne
Les bornes d'arcade reviennent sur la marché sous la même forme que dans le passé mais sont équipée d'un ordinateur pour jouer à des milliers de jeux avec une seule machine.

## Composants

### Jeu
Un jeu vidéo d'arcade est un jeu vidéo dans une borne d'arcade. Au début de l'histoire de l'arcade, chaque jeu utilisait un matériel spécifique et unique, avec souvent plusieurs processeurs, des puces sonores et vidéos très spécialisées et toujours la meilleure technologie informatique d'affichage du moment. Les premières bornes n'étaient utilisables qu'avec le jeu avec lequel elles avaient été livrées (Pac-Man, Space Invaders, Morpion, Pong, etc.). Quand un jeu arrivait en fin de vie commerciale, il était laborieux de réutiliser le meuble pour y mettre la carte d'un jeu plus récent. Les éditeurs de jeu développèrent donc progressivement des connectiques unifiées.
Les systèmes d'arcade récents sont souvent basés sur un couple carte mère et cartouche de jeu vidéo, leur conférant ainsi une certaine modularité, et sur du matériel de consoles de jeux vidéo de salon ou d'ordinateurs haut de gamme, réduisant ainsi les coûts et les temps de création.

### Connectiques de jeu

#### JAMMA
Au milieu des années 1980, les constructeurs décidèrent de standardiser la connectique des jeux. Ils créèrent le connecteur JAMMA, qui permit l'essor des bornes génériques.

#### JVS
Avec l'apparition de la Naomi de SEGA, un nouveau standard a tenté de s'imposer. Une connectique plus simple à manipuler et en partie plus connue est utilisée : un connecteur VGA pour la vidéo, deux connecteurs RCA pour le son, un connecteur USB pour les contrôles et également deux connecteurs dans un format propriétaire pour brancher l'alimentation. Cette connectique a été reprise sur de nombreux systèmes d'arcade tels que la Triforce, le Chihiro, le System 246 et 256, etc.

### Écran
Les bornes d'arcade ont utilisé tous les types d'affichage disponibles à leur époque, orientés verticalement ou horizontalement selon le type de jeu :
- noir et blanc, parfois recouvertes de films transparents colorés pour simuler un écran couleur ;
- vectoriels pour pallier la pixélisation ;
- à rétroprojection pour afficher une image plus grande ;
- LCD et format 16/9 sur certaines bornes apparues à partir de 2006.

### Contrôles

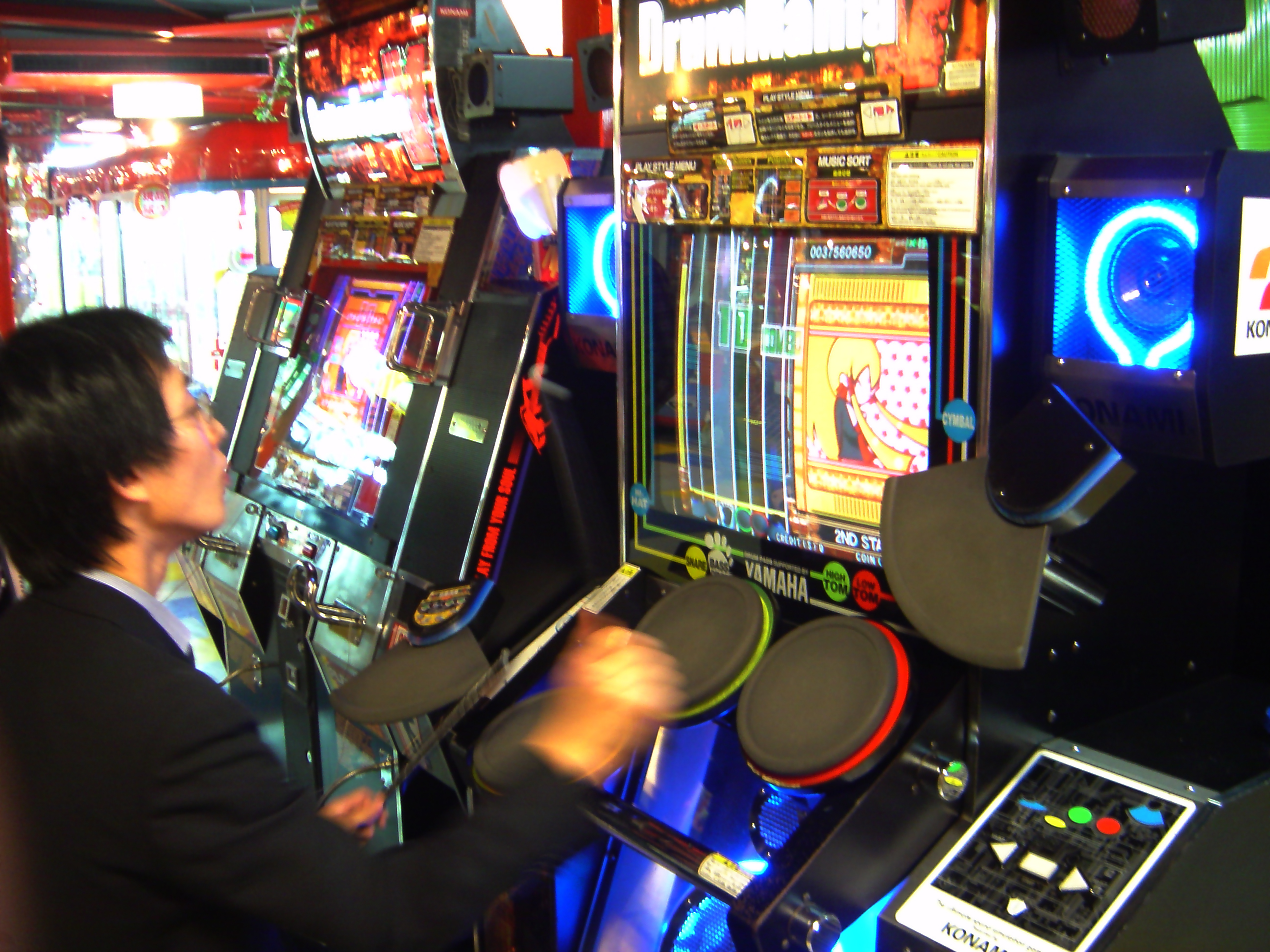
Jeu d'arcade utilisant une batterie en guise de contrôleur à Tsukuba, Japon

Les constructeurs n'ont cessé d'innover pour offrir des sensations de jeu nouvelles. Les premières bornes ne permettaient d'interagir avec le jeu qu'avec des joysticks et des boutons. Vinrent ensuite des commandes spécialisées, plus immersives et réalistes, ajoutant de l'ambiance et des accessoires, comme des bornes incluant un dispositif de conduite avec retour de force, des bornes dédiées avec un pistolet optique, des affichages de décors en arrière-plan, des reproductions d'habitacles de voiture ou de cockpits d'avion, des postes de pilotage en forme de moto ou de cheval, ou même des contrôleurs très spécifiques comme des tapis de danse et des cannes à pêche.

### Monnayeur
Le prix d'une partie varie en fonction du jeu. Les monnayeurs de borne d'arcade ne rendent parfois pas la monnaie.
Sur les bornes d'arcade, le monnayeur se présente sous la forme :
- d'une porte dotée d'une ou plusieurs fentes pour insérer les pièces ;
- d'un bouton de rejet de monnaie par fente d'insertion ;
- d'un réceptacle pour la monnaie rejetée ;
- d'une trappe donnant accès à la caisse où sont stockées les pièces en attente d'être collectées par l'exploitant de la borne.

Certaines salles d'arcade utilisent des jetons plutôt que des pièces. Les premiers monnayeurs étaient mécaniques et utilisaient des bascules pour déterminer le type de pièce. Les plus récents sont électroniques et peuvent toujours repérer les fausses pièces.

### Bandeau
Le bandeau, ou « marquee » en anglais, est une plaque translucide sur laquelle est imprimé un graphisme présentant le nom du jeu se trouvant dans la borne ou le nom de cette dernière pour une machine non dédiée. Il est fixé en haut de la face avant des bornes et est rétro-éclairé par un néon.

## Au cinéma
Les bornes d'arcade apparaissent dans de nombreux films américains des années 1980 : Zombie (film précurseur de ce point de vue, réalisé en 1978), WarGames, Tron (suivi de Tron : L'Héritage en 2010), Starfighter, Real Genius, Body Double, The Thing, Gremlins, Retour vers le futur, La Nuit de la comète, Teen Wolf, Rocky 3, l'œil du tigre, Karaté Kid (The Karate Kid), Ça chauffe au lycée Ridgemont, 260 chrono, RoboCop, RoboCop 2, Un ticket pour deux, Bloodsport, Pixels, etc.
Plus rarement au fil du temps, on en aperçoit aussi dans des productions plus récentes telles que Terminator 2 : Le Jugement dernier et Ultimate Game. Des bornes d'arcade apparaissent également dans les films français 99 francs, dans le bureau d'Octave et Charlie, et Wasabi.